# Municipio de Granite Ledge
El municipio de Granite Ledge (en inglés: Granite Ledge Township) es un municipio ubicado en el condado de Benton en el estado estadounidense de Minnesota. En el año 2010 tenía una población de 743 habitantes y una densidad poblacional de 8,1 personas por km².

## Geografía
El municipio de Granite Ledge se encuentra ubicado en las coordenadas 45°46′26″N 93°48′51″O / 45.77389, -93.81417. Según la Oficina del Censo de los Estados Unidos, el municipio tiene una superficie total de 91.73 km², de la cual 91,72 km² corresponden a tierra firme y (0,01 %) 0,01 km² es agua.

## Demografía
Según el censo de 2010, había 743 personas residiendo en el municipio de Granite Ledge. La densidad de población era de 8,1 hab./km². De los 743 habitantes, el municipio de Granite Ledge estaba compuesto por el 98,92 % blancos, el 0,13 % eran afroamericanos, el 0,13 % eran amerindios, el 0,54 % eran asiáticos y el 0,27 % eran de una mezcla de razas. Del total de la población el 0,81 % eran hispanos o latinos de cualquier raza.